# Theirs Is the Glory
Theirs Is the Glory is een Britse verfilming van de Slag om Arnhem uit 1946. De film werd geregisseerd door Brian Desmond Hurst, naar een scenario van Terence Young, en beleefde zijn première op 17 september 1946. De opnamen vonden plaats in de zomer van 1945.
Voor de verfilming werden de militairen, artsen en verpleegkundigen die een jaar eerder ter plaatse hadden gevochten, opgeroepen om als acteur terug te keren naar onder meer Arnhem en Oosterbeek. De militairen van de Britse 1e Airbornedivisie ontvingen een vergoeding van 3 pond per dag. Vierhonderd man werd onder leiding van majoor Frederick Gough vanuit Noorwegen overgevlogen om deel te nemen aan de film.
De film werd, grotendeels geïmproviseerd, opgenomen tussen de kapotgeschoten gebouwen en met de wrakken van militair materieel als rekwisieten. De ontbrekende brug over de Rijn in Arnhem werd eenvoudig op een glasplaat getekend, die bij de betreffende opnames voor de lens van de camera werd geplaatst.
In Nederland is de film ook wel uitgebracht met de Nederlandse titel 'De slag om Arnhem'.